# Svante Foerster
Svante Foerster, född 16 februari 1931 i Maria Magdalena församling i Stockholm, död 27 april 1980 i Maria Magdalena församling i Stockholm, var en svensk poet, författare och kulturjournalist. 

## Liv och verksamhet
Foerster, vars far var tecknare, studerade först på Konstfackskolan. Han debuterade på 1950-talet som en av decenniets få proletärförfattare. Han var tidigt förankrad i metamorfosgruppen och medlem i Syndikalistiska studentföreningen.  Under sitt författarskap övergick Foerster alltmer från lyrik till prosa. Foersters verk genomsyras av socialistisk övertygelse, kärlek till jazzen och skarp observationsförmåga.
Han redigerade urvalen Debut 63, 64 och 65 och var medarbetare i fyra Kärleksantologierna (1965–67). För TV har han gjort underhållningsserier, pjäser och en opera. År 1973 utnämndes han till Stockholms stads hedersstipendiat. 
Han var gift två gånger, först 1952–1954 med Kersti Uhrdin (född 1929), dotter till konstnären Sam Uhrdin och Erna, ogift Hansson, och därefter 1954–1966 med Kerstin Sundbaum (född 1930), dotter till frisör Yngve Karlsson och Irma, ogift Eklund. Åren 1967–1969  var han sambo med Nina Yunkers (född 1939), dotter till konstnären Adja Yunkers och Lil Yunkers.
Svante Foerster är begravd på Skogskyrkogården i Stockholm.

### Redaktör
- 50-tal : en prosaantologi / sammanställd och försedd med inledning av Birger Christofferson och Svante Foerster. Stockholm: Rabén & Sjögren. 1964. Libris 11965
- Debut 63 : åtta nya lyriker / dikturval och inledning av Svante Foerster. Stockholm: Rabén & Sjögren. 1963. Libris 2014555
- Debut 64 : tio nya lyriker / dikturval och inledning av Svante Foerster. Stockholm: Rabén & Sjögren. 1964. Libris 1925048
- Debut 65 : tio nya lyriker / dikturval och inledning av Svante Foerster. Stockholm: Rabén & Sjögren. 1965. Libris 1840814

### Översättning
- James, Burnett (1959). Bix Beiderbecke. Jazz, 99-0571364-6 ; 4. Stockholm: Hörsta. Libris 1183568

## Priser och utmärkelser
- 1955 – ABF:s litteratur- & konststipendium
- 1956 – Boklotteriets stipendiat
- 1960 – Boklotteriets stipendiat
- 1969 – Tidningen Vi:s litteraturpris